# Ron Forster
Ronald Forster (19 tháng 8 năm 1935 – tháng 1 năm 2002) là một cầu thủ bóng đá người Anh có 57 lần ra sân ở Football League thi đấu ở vị trí winger cho Darlington từ năm 1956 đến năm 1960. Ông cũng thi đấu bóng đá non-league cho các câu lạc bộ gồm Shotton Colliery Welfare.